# Familia Komuro
La Familia Komuro (小室ファミリー Komuro Family?) es el término utilizado a una comunidad de menor de cantantes y músicos que están ligados al productor Tetsuya Komuro, quién les produce música en el caso de los cantantes, así como también trabajar ponerse bajo la custodia musical del reconocido Komuro. También se le conoce comúnmente como TK Family.
La comunidad fue bastante popular en los años 90 (con su auge entre los años 1994 y 1999), convirtiendo a numerosos artistas en sensaciones en Japón, pero en la actualidad ya quedan muy pocos al lado de Tetsuya Komuro y sus afiliados.

## Sumario
La Familia Komuro comenzó a hacerse popular principalmente en la década de los noventa, donde el productor Tetsuya Komuro era la cabeza y mente maestra de la comunidad. Komuro realizaba cástines regularmente para encontrar nuevos potenciales de estrellas, a los que eventualmente les creaba una carrera como cantante profesional.
La música del productor ya podía ser reconocida, ya que diversas canciones hechas para diversos artistas tenían ese toque característico ya típico en Komuro, ya sea por el piano, o el toque de pop sintetizado que lo hizo tan popular y prestigioso en la época moderna.
Artistas de los años ochenta, como TM NETWORK, Misato Watanabe, Daisuke Asakura, Tak Matsumoto, y FENCE OF DEFENCE, todos los cuales lograron éxitos con trabajos de Komuro, en 1994 volvieron a requerir de sus servicios, pero a todos los artistas "retro" se les incluyó dentro de otra sub-comunidad de Komuro, esta vez relativa a su antigua banda TM NETWORK, naciendo de esta forma la TM Family.
Adicionalmente, en el 2002, la Familia Komuro junto con el sello Avex Trax se unieron para crear el álbum de beneficencia song+nation, para las víctimas del 11 de septiembre en Estados Unidos. Populares artistas del sello Avex se pusieron a la disposición de las composiciones y arreglos de Komuro, tales como Ayumi Hamasaki, BoA, Kumi Kōda, y Kaori Mochida y Tomiko Van de Every Little Thing y Do As Infinity respectivamente.
Sin embargo desde el nuevo milenio que la comunidad de Komuro deja de albergar artistas para la exclusiva producción, y aparte de producciones como la versión de la canción de TM NETWORK "Get Wild" producido para la cantante Nami Tamaki, así como canciones para Bubble Aota, estas personalidades no se consideran parte de Familia Komuro, sólo se les ha producido canciones.
La prosperidad de la comunidad llegó a incluso a la televisión, con el show buscatalentos ASAYAN (el cual fue bastante popular a finales de los años noventa), donde Komuro buscaba encontrar talentos femeninos jóvenes, creándole a la ganadora una ambiciosa y exitosa carrera. La ganadora del concurso fue la joven Ami Suzuki, y como fue predicho fue todo un éxito en su comienzo, pero que también creó algo de controversia, debido a que se consideró a Suzuki como la nueva rival de la protegida de ese tiempo por la Familia Tomomi Kahala, quién en un tiempo más se alejó del apoyo de Komuro.
En el nuevo milenio la Familia Komuro comenzó poco a poco a perder popularidad, y la incapacidad de Komuro para producir nuevos éxitos masivos desde el año 2000 ya era evidente, por lo que varios artistas que pertenecieron a la Familia comenzaron a alejarse.

## Músicos
Con el tiempo otro productor llamado Cozy Cubo se agregó como otra de las principales potencias dentro de la Familia Komuro, convirtiéndose también en otra máquina de éxitos con sus creaciones, al igual que el mismo Komuro.
También la compositora y escritora de canciones Mitsuko Komuro ha trabajado dentro de la familia, la cual ha logrado llevar varias de sus canciones a los primeros lugares de éxitos nipones.
Marc Panther (amigo y compañero de Komuro de la banda globe) también ha creado canciones para otros artistas bajo el apoyo de la Familia, creando a su vez varios éxitos.

## Miembros originales de la Familia
- Yuki Uchida
- hitomi
- H Jungle with t
- TRF
- Namie Amuro
- Tomomi Kahala
- globe
- Arisa Mizuki
- Ryoko Shinohara
- Ami Suzuki
- Kiss Destination
- Tohko